# Lycoperdastrum
Lycoperdastrum is een geslacht van schimmels uit de familie van de Sclerodermataceae.

## Soorten
Volgens Index Fungorum telt het geslacht zeven soorten (peildatum november 2021):
| Soortnaam                    | Auteur(s)        | Publicatiejaar |
| ---------------------------- | ---------------- | -------------- |
| Lycoperdastrum atropurpureum | (Vittad.) Kuntze | 1891           |
| Lycoperdastrum decipiens     | (Vittad.) Kuntze | 1891           |
| Lycoperdastrum foetidum      | (Vittad.) Kuntze | 1891           |
| Lycoperdastrum maculatum     | (Vittad.) Kuntze | 1891           |
| Lycoperdastrum mutabile      | (Vittad.) Kuntze | 1891           |
| Lycoperdastrum pyriforme     | (Vittad.) Kuntze | 1891           |
| Lycoperdastrum septatum      | (Vittad.) Kuntze | 1891           |